# 3459 Bodil
3459 Bodil је астероид главног астероидног појаса чија средња удаљеност од Сунца износи 2,245 астрономских јединица (АЈ).
Апсолутна магнитуда астероида је 12,9.